# 丸山昇
丸山 昇（まるやま のぼる、1931年5月4日 - 2006年11月26日）は、日本の中国文学者。東京大学名誉教授。実兄は推理作家・評論家の佐野洋。

## 来歴
東京府荏原郡池上町（現・東京都大田区）に生まれる。1949年に東京大学教養学部文科二類に入学する。在学中より学生運動、社会主義運動に参加した。1950年6月19日、日本共産党に入党する。1951年4月5日、出隆の東京都知事選挙の応援中に逮捕され、5月23日に釈放された。1952年のメーデー事件で同年6月1日に自宅で逮捕され、同事件の被告となる（1970年1月まで20年にわたる裁判をおこない勝訴）。1953年に東京大学文学部中国文学科を卒業し、引き続き大学院に進む。1955年6月7日五十嵐まつと結婚。1961年に大学院博士課程を中退する。
1965年に國學院大學文学部専任講師となる。1967年に和光大学人文学部助教授に就任した。1972年に東京大学文学部に移り、1981年に教授に昇進する。この間、1969年4月より「中国一九三〇年代文学研究会」を実質的に主宰して、多くの中国現代文学研究者を育てた。緻密な事実探求をし、文学作品が書かれた歴史状況を再構成するなど「実証」や科学性・客観性を重視しつつ、同時に強い現実批判性を備えているところに特徴がある。
1992年に東京大学を定年退官後、桜美林大学教授となる。2002年の退職後は桜美林大学名誉教授となる。2006年に肺炎のため死去した。

## 人物
前記の通り学生時代に日本共産党に入党し、生涯党員であった。マルクス主義の立場から、魯迅および革命中国文学を研究した。文化大革命期には文革に批判的な立場を貫き、実証研究と内在批判を強調した。1980年代以降は日本共産党中央に批判的な評論も発表した。

## 著書
- 魯迅 その文学と革命 （平凡社・東洋文庫 1965年）
- 魯迅（世界偉人伝全集 小峰書店　1968年）
- 魯迅と革命文学 （紀伊国屋書店（新書） 1972年）
- 現代中国文学の理論と思想 「文化大革命」と中国文学覚え書 （日中出版 1974年）
- ある中国特派員―山上正義と魯迅 （中公新書 1976年 増訂版：田畑書店 1997年）
- 「文革」の軌跡と中国研究 （新日本出版社 1981年）
- 上海物語 激動と混沌の街（中国の都城）（集英社 1987年 のち講談社学術文庫）
- 中国社会主義を検証する （大月書店 1991年）
- 文化大革命に到る道―思想政策と知識人群像 （岩波書店 2001年）
- 魯迅・文学・歴史 （汲古書院 2004年）
- 魯迅・革命・歴史（王俊文訳　北京大学出版社　2005年　中国語）
- 丸山昇遺文集 第一巻 - 第三巻 （汲古書院　2009年、2010年）

## 翻訳・編著
- 小城の春秋 （高雲覧 新日本出版社 1964年）
- わが半生 満州国皇帝の自伝 （愛新覚羅溥儀 新島淳良と共訳 大安 1965年）
- 郭沫若自伝 （全6巻 小野忍と共訳 1967年-1973年）
- 周揚著訳論文・周揚批判文献目録 （東京大学東洋文化研究所附属東洋学文献センター 1969年）
- 魯迅全集注釈索引 （東京大学東洋文化研究所付属東洋学文献センター刊行委員会 1971年）
- 阿Q正伝 他九編 （魯迅 新日本出版社（文庫） 1975年）
- 中国現代文学事典 （東京堂出版 1985年）
- 地図を持たない旅人 ある中国知識人の選択 （蕭乾 花伝社 1992年）
- 中国現代文学珠玉選 （全3巻、編訳 二玄社 2000年）